# Zawady-Tworki
Zawady-Tworki (niem. Sawadden) – osada mazurska na terenach pojaćwieskich w Polsce położona w województwie warmińsko-mazurskim, w powiecie ełckim, w gminie Prostki. 
Zawady-Tworki są jedną z końcowych stacji Ełckiej Kolei Wąskotorowej, budynek stacyjny z 1913.
W latach 1975–1998 miejscowość administracyjnie należała do województwa suwalskiego.
W 1938 roku podczas akcji germanizacyjnej nazw miejscowych i fizjograficznych historyczna nazwa niemiecka Sawadden została przez administrację nazistowską zastąpiona sztuczną formą Grenzwacht.
Do 1 września 1939 roku Zawady-Tworki były niemiecką miejscowością graniczną w ówczesnych Prusach Wschodnich.